# Philetairus socius
Philetairus socius là một loài chim trong họ Ploceidae. Đây là loài duy nhất trong chi Philetairus. Là loài đặc hữu Nam Phi. Loài chim này được tìm thấy ở Nam Phi, Namibia và Botswana. Nhưng phạm vi của chúng là trung bộ trong Bắc tỉnh Cape của Nam Phi. Chúng làm tổ cộng đồng lớn, là hiếm có ở các loài chim. Những tổ có lẽ là những cấu trúc ngoạn mục nhất được xây dựng bởi bất kỳ loài chim nào.

## Hành vi

### Xây tổ

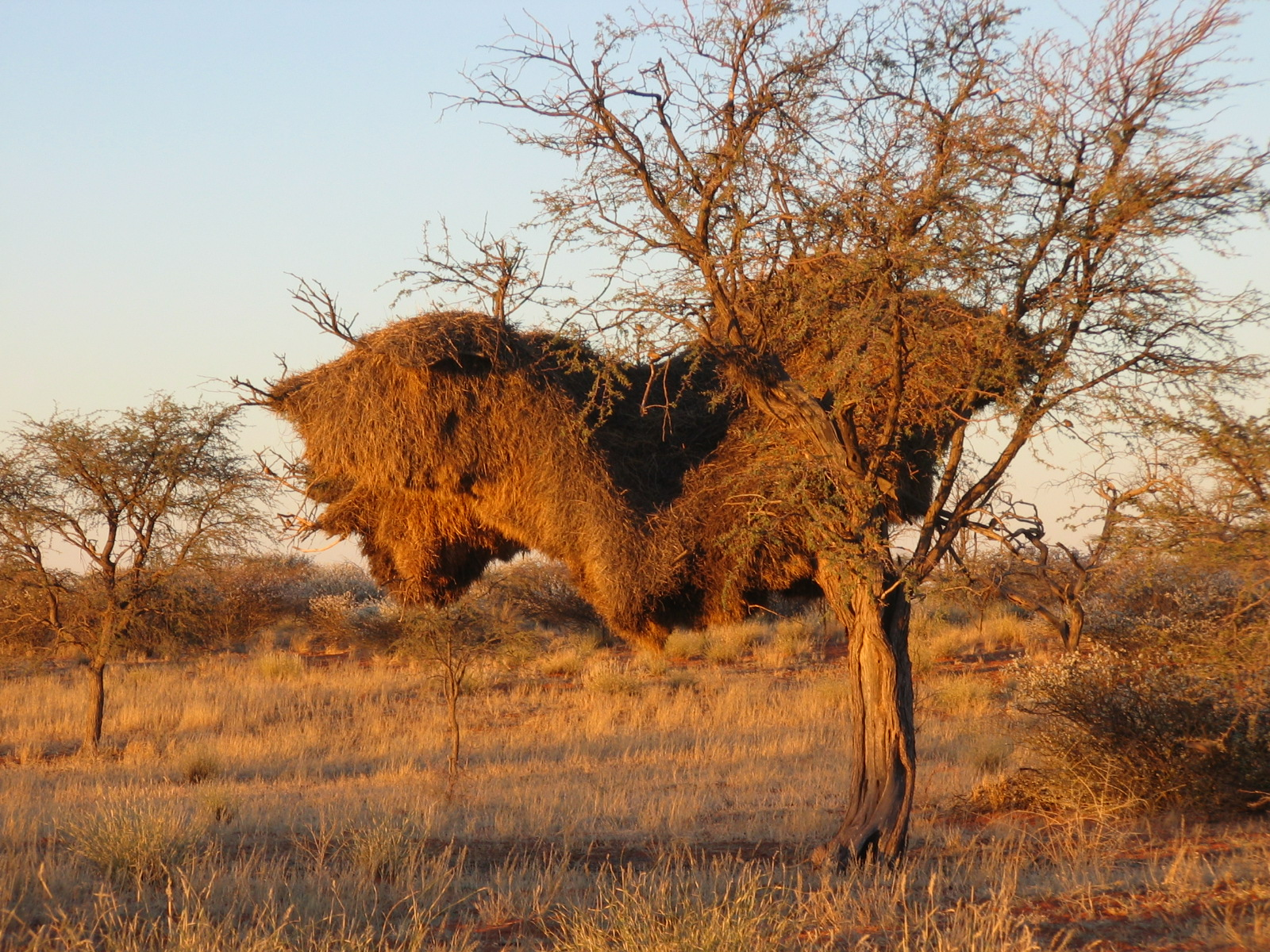
Tổ chim gồm có cấu trúc lớn là nơi sinh sản của nhiều cá thể.

Theo một nghiên cứu công bố ngày 16 tháng 3 năm 2016 trên tạp chí PLOS One, những con chim quản đốc hung dữ sẽ phát hiện và trừng phạt cá thể chim lười biếng trong quá trình xây chiếc tổ khổng lồ bằng cỏ ở miền nam châu Phi. Những con chim trốn tránh nhiệm vụ kiến tạo cấu trúc mái che chính của tổ mà chỉ xây tổ cho riêng nó bị đuổi khỏi tổ. Khi quay trở lại, chúng trở nên hợp tác hơn. 
Chúng xây tổ lâu dài trên cây hoặc các vật cao. Các tổ này là tổ chim lớn nhất, đủ lớn để chứa hàng trăm cặp chim, chứa nhiều thế hệ cùng lúc. Tổ có kết cấu cao và cung cấp cho những con chim có nhiệt độ thuận lợi hơn bên ngoài. Trung tâm tổ giữ nhiệt sử dụng cho ban đêm. Các khoang ngoài sử dụng làm nơi trú nắng cho ban ngày và giữ cho nhiệt độ 7-8 độ C bên trong trong lúc bên ngoài trời nhiệt độ là 16-33 độ C. Tổ loài này được nhiều loài chim khác dùng ké, phổ biến nhất là loài Polihierax semitorquatus. Trong khi đó, chim ưng này chủ yếu được cho là thờ ơ ở hầu hết các nơi, các trường hợp loài ưng này ăn thịt chim non loài chim thợ dệt này và tấn công loài chim này được ghi nhận một vài nơi ở Kimberley. Sẻ mặt đỏ và vẹt mặt đỏ sử dụng tổ loài chim thợ dệt này làm nơi sinh sản còn các loài khác như tricholaema leucomelas và cercomela familiaris sử dụng tổ này để ở. chim lớn hơn như cú và chim kền kền sử dụng các tổ như một nền tảng để xây dựng tổ.

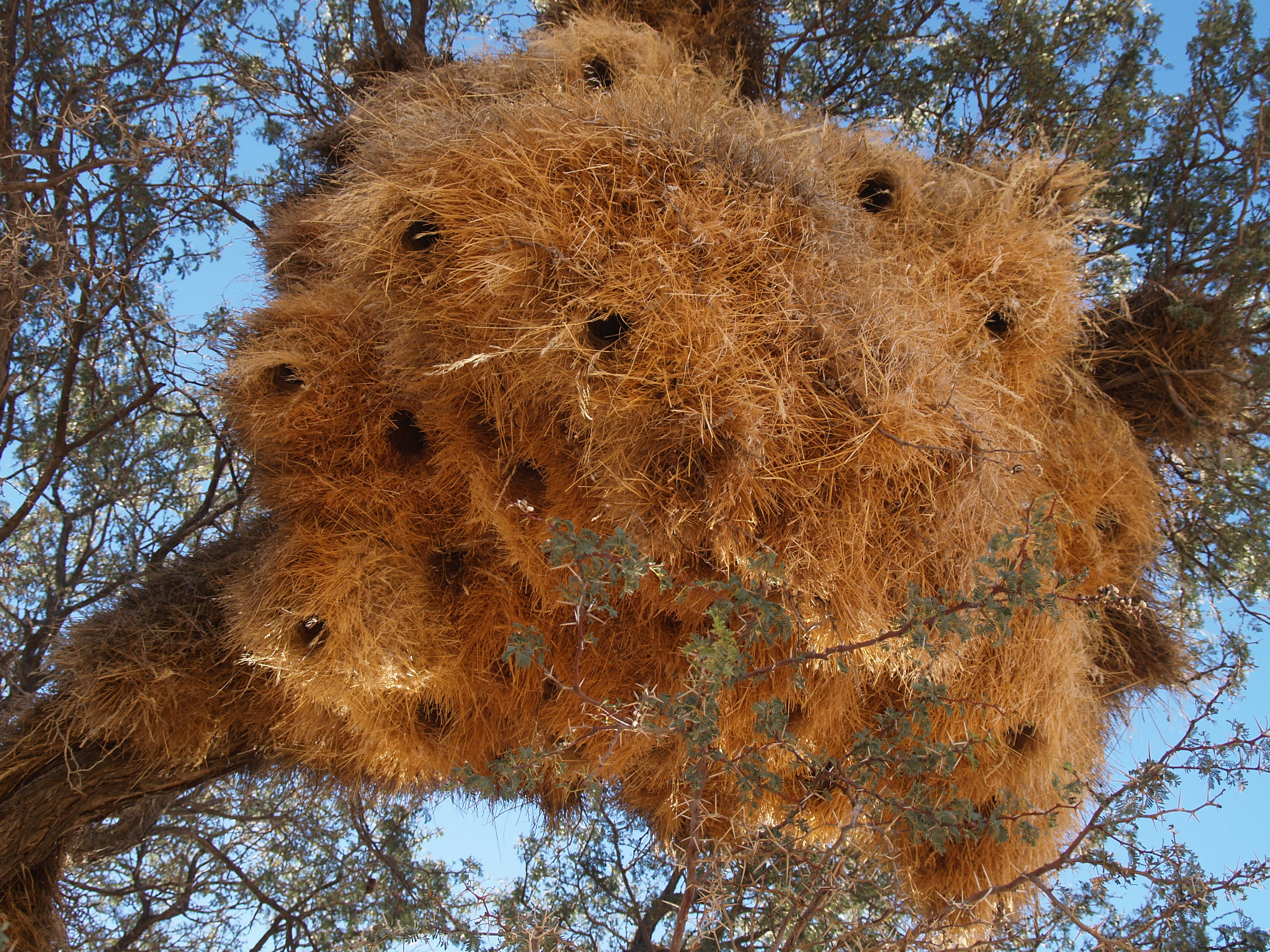
Lối vào của một tổ từ phía dưới

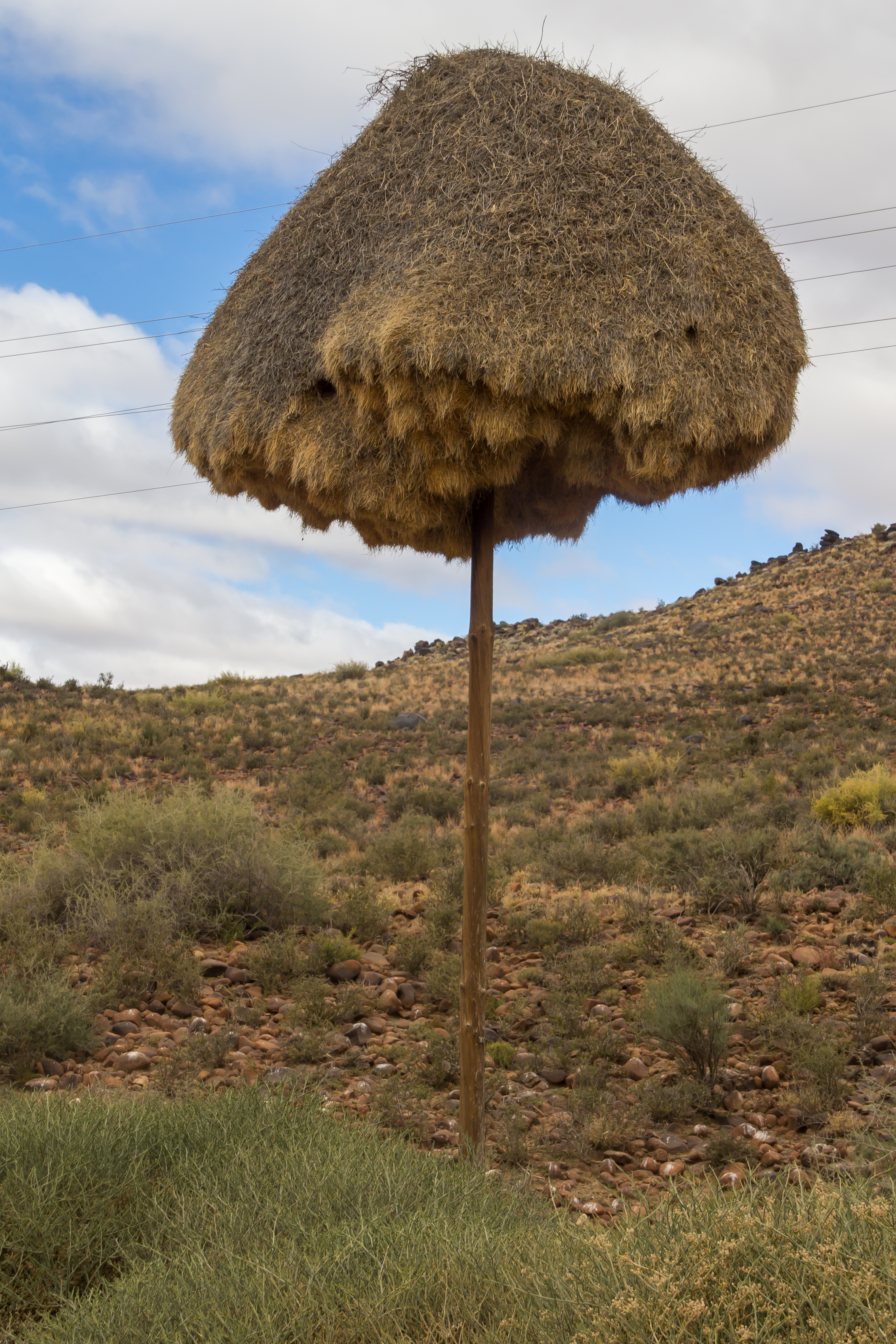
Tổ trên một cột điện.